# Luke Kipkosgei
Luke Kipkosgei (Kenia, 27 de noviembre de 1975) es un atleta keniano retirado especializado en la prueba de 3000 m, en la que consiguió ser medallista de bronce mundial en pista cubierta en 2003.

## Carrera deportiva
En el Campeonato Mundial de Atletismo en Pista Cubierta de 2003 ganó la medalla de bronce en los 3000 metros, llegando a meta en un tiempo de 7:42.56 segundos, tras el etíope Haile Gebreselassie (oro con 7:40.97 segundos) y el español Alberto García Fernández.